# Cultura da Palestina
A cultura da Palestina é a cultura do povo palestino, que se situa ao longo da Palestina Histórica, assim como de todo o território correspondente. A cultura palestina é influenciada por diversas culturas e religiões que existiram nela, como a romana, árabe, otomana, etc. Também tem sido notável os campos da música, roupas e culinária, expressando a identidade palestina apesar da separação geográfica entre os territórios palestinos.

## Bandeira nacional

Bandeira da Autoridade Palestina.

A bandeira da Autoridade Palestina possui, em sua esquerda, um triângulo vermelho prolongado por 3 faixas horizontais, da parte superior à inferior as cores das faixas são preto, branco e verde.
- o triângulo vermelho simboliza os hachemitas.
- A faixa preta simboliza o califado Abássida de Bagdá (750-1258)
- A faixa branca simboliza o califado Omíada de Damasco(661-750)
- A faixa verde simboliza o califado Fatímida do Cairo (969-1171)

Estas cores foram adotados pela Grande Revolta Árabe de 1916.

## Língua
A língua materna do povo palestino é o árabe, uma língua esno que vai da China até ao Atlântico. Uma "civilização intermédia" na história da humanidade, ligando o Oriente ao Ocidente, que foi enriquecida pelos contributos de tantos povos e etnias: árabes, siro-arameus, persas, armênios, curdos, indianos, turcos, mongóis, malaios, chineses etc., a Oriente - e greco-romanos, egípcios ou coptas, berberes, africanos e euro-ibéricos, a Ocidente.

## Folclore
O folclore palestino é o corpo de sua cultura expressiva, incluindo histórias, música, dança, lendas, histórias orais, provérbios, piadas, crenças populares, costumes e compreensão das tradições (incluindo tradições orais) da cultura palestina. O ressurgimento popular entre os intelectuais palestinos, como Nimr Sirhan, Musa Allush, Salim Mubayyid e a Sociedade do Folclore da Palestina da década de 1970, enfatizou as raízes pré-islâmicas(e pré-hebraicas), reconstruindo a identidade palestina com foco nas culturas cananitas . Tais esforços parecem ter dado frutos, como é evidenciado pela organização de celebrações como o festival de Canabia Qabatiya e o Festival anual de Música Yabus pelo Ministério da Cultura palestino.

### Trajes tradicionais

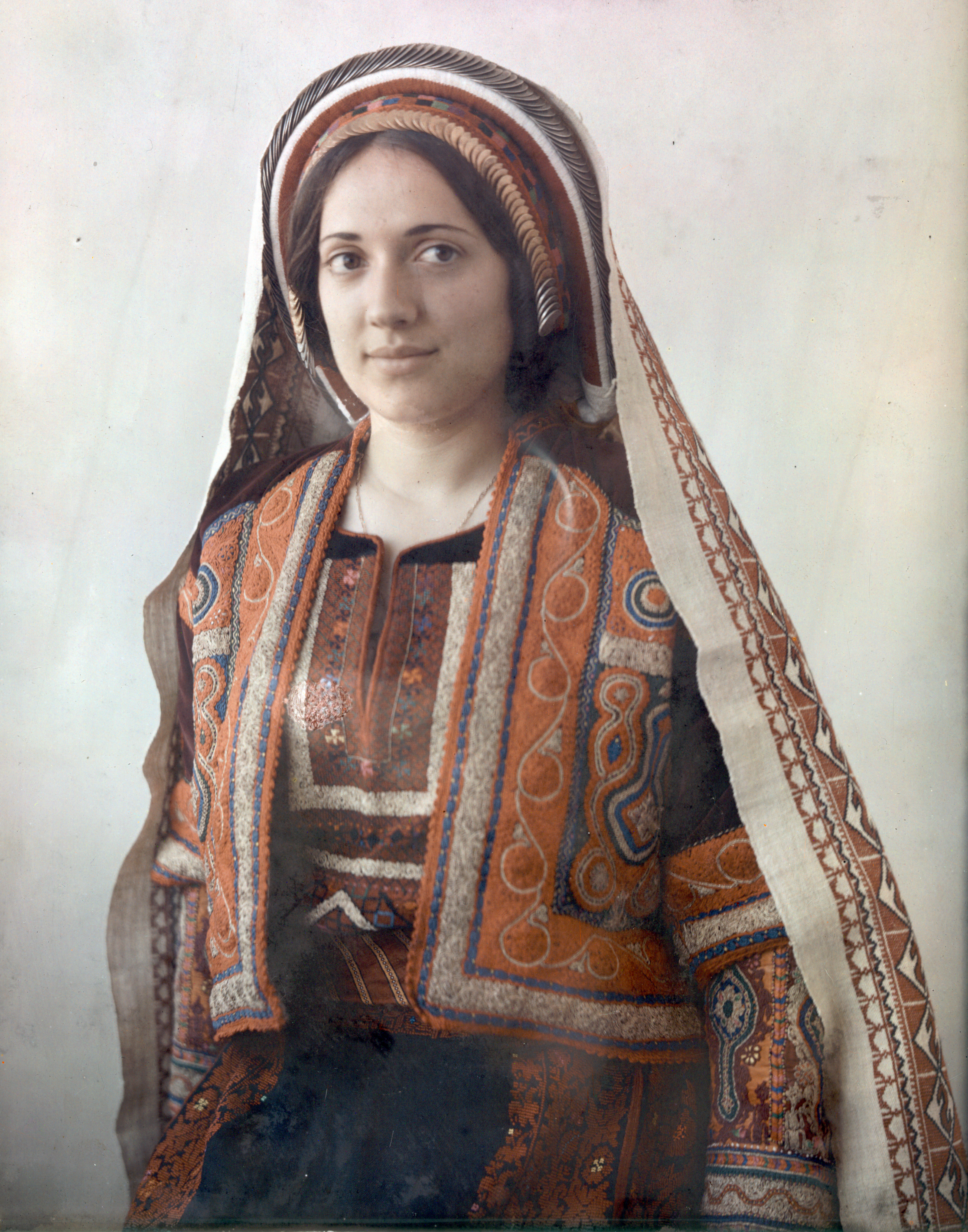
Uma mulher de Ramallah vestida ao estilo tradicional.

Os viajantes estrangeiros para a Palestina no final do século XIX e início do século XX frequentemente comentavam sobre a rica variedade de vestidos entre o povo palestino e, em particular, o fellaheen ou as mulheres da aldeia. Até a década de 1940, a maioria das mulheres palestinas podiam decifrar o status econômico de uma mulher, casada ou solteira, e a cidade ou área de onde vieram, pelo tipo de tecidos, cores, cortes e bordados. Vestido é pronunciado "thoub" em árabe. 
O êxodo palestino de 1948 levou a uma interrupção nos modos tradicionais de vestimenta e costumes, já que muitas mulheres que haviam sido deslocadas não podiam mais ter tempo ou dinheiro para investir em roupas bordadas complexas. Os novos estilos começaram a aparecer nos anos 60. Por exemplo, o "vestido de seis braços" é nomeado após as seis bandas de bordado largas que descem da cintura. Os estilos individuais das aldeias foram se perdendo e substituídos por um estilo "palestino" identificável. O Shawal, um estilo popular na Cisjordânia e na Jordânia antes da Primeira Intifada, provavelmente evoluiu de um dos muitos projetos de bordados do bem-estar em campos de refugiados. Era uma moda mais curta e estreita, com um corte mais ocidental.

### Danças

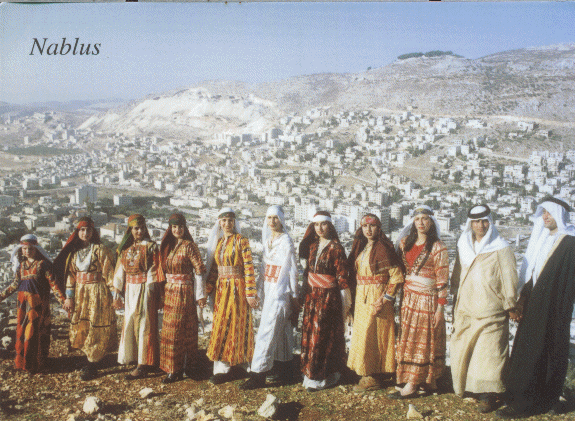
Bailarinas de Dabke tradicionais.

Dabke(em árabe: دبكة também escrito como 'Dabka', 'Dubki', 'Dabkeh', 'Dabkaat'(no plural)), é uma dança popular nativa árabe dos países do Levante. É popular na cultura palestina e muitas companhias tocam esta dança em todo o mundo.  O Dabke é marcado por saltos sincronizados, estampagem e movimento, semelhante aos bailes.

### Histórias tradicionais
A narrativa tradicional entre os palestinos é precedida por um convite aos ouvintes para dar bênçãos a Deus e ao Profeta Muhammad ou à Virgem Maria, conforme o caso, e inclui a abertura tradicional: "Havia, na antiguidade ...". Os elementos fórmicos das histórias compartilham muito em comum com o mundo árabe em geral, embora o esquema de rima seja diferente. Há um elenco de personagens sobrenaturais: Jinss e Djinns, que podem atravessar os Sete Mares em um instante, gigantes e ghouls com olhos de brasas e dentes de bronze.

### Música
As músicas tradicionais palestinas não têm uma letra definida, mas sim um ritmo definido para elas, permitindo letras improvisadas de poesia popular. Uma forma deste estilo de música popular é o Ataaba, que consiste em 4 versos, seguindo uma forma específica e um metro. A característica distintiva de amarrado é que os três primeiros versos terminam com a mesma palavra, que significa três coisas diferentes, e o quarto verso serve de conclusão. O Ataaba continua a ser realizada em casamentos e festivais nas cidades árabes em Israel, Cisjordânia e Faixa de Gaza. 
Outros estilos de canções palestinas tradicionais incluem zajal, Bein Al-dawai, Al-Rozana, Zarif -Al-Toul, Al-Maijana, Sahja / Saamir e Zaghareed.
Durante três décadas, a Companha Nacional Palestina de Música e Dança (O Funoun) e Mohsen Subhi reinterpretaram e reorganizaram as canções tradicionais de bodas, como Mish'al (1986), Marj Ibn 'Amer (1989) e Zaghareed (1997).

## Arquitetura

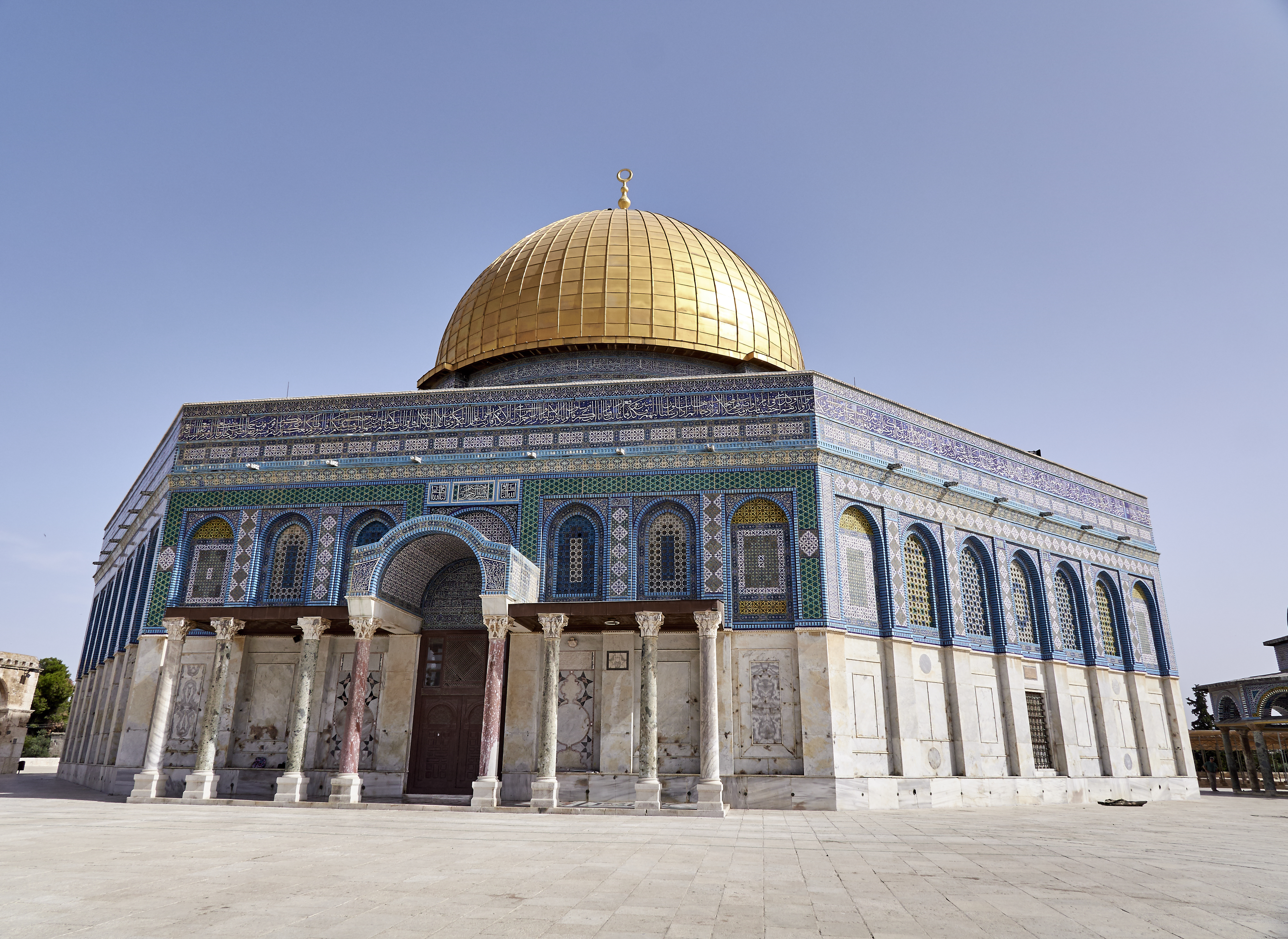
Cúpula da Rocha, um exemplo perfeito de arquitetura palestina com influências otomanas e árabes.

A arquitetura tradicional palestina abrange um vasto quadro histórico e uma variedade de diferentes estilos e influências ao longo dos séculos. A arquitetura urbana da Palestina antes de 1850 era relativamente sofisticada. Embora pertencesse a um contexto geográfico e cultural mais vasto do Levante e do mundo árabe, constituiu uma tradição distinta, "significativamente diferente das tradições da Síria, do Líbano ou do Egito". No entanto, a casa de campo palestina compartilhou as mesmas concepções básicas sobre o layout do espaço de vida e os tipos de apartamentos comumente vistos em todo o Mediterrâneo oriental. A rica diversidade e a unidade subjacente da cultura arquitetônica desta região mais ampla que se estendeu dos Bálcãs ao norte da África foi uma função da troca de rotas comerciais impulsionadas pelo comércio e a extensão do domínio otomano na maior parte desta área, do início do século XVI até o final da Primeira Guerra Mundial.

## Literatura

### Poetas
- Mourid Barghouti
- Tamim al-Barghouti
- Mahmoud Darwich (nascido em 1942)
- Suheir Hammad
- Nathalie Handal
- Remi Kanazi
- Jabra Ibrahim Jabra (1919-1994)
- Taha Muhammad Ali
- Kamal Nasser
- Samih al-Qasim
- Abu Salma
- Naomi Shihab Nye
- Fadwa Tuqan (1914 - 12 de dezembro de 2003)
- Ibrahim Touqan, autor do poema Mawtini, hino do Iraque
- Tawfiq Ziyad

## Cinema
- Michel Khleifi
- Hany Abu-Assad
- Mohammad Bakri
- Elia Suleiman

## Teatro
- François Abou Salem